# Darlinghurst
Darlinghurst è un sobborgo orientale di Sydney, situato immediatamente ad est del distretto affaristico centrale e di Hyde Park, all'interno dell'area amministrativa della città .
Darlinghurst è un quartiere ad alta densità di popolazione, per un numero totale di 10.061 abitanti , che vivono quasi tutti in appartamenti o villette a schiera. In passato era un ghetto a luci rosse, poi è stato oggetto di una riqualificazione urbanistica negli anni ottanta del XX secolo, diventando un'area esclusiva e cosmopolita. Luoghi come Victoria Street sono oggi importanti poli di attrazione culturale .

## Monumenti e luoghi d'interesse
Nel quartiere si trovano alcuni grattacieli residenziali tra cui gli Appartamenti Elan e gli Appartamenti Horizon.